# Sprietatoomtoestel
Het sprietatoomtoestel is een fictieve uitvinding uit het stripverhaal De sprietatoom (1946) van Suske en Wiske.
Het is gebaseerd op een formule, die ontdekt is door professor Barabas, waarmee je door bestraling van gloeiende sprietatomen mensen, dieren en voorwerpen kunt verkleinen. Deze formule is gestolen door een medewerker van professor Barabas, Savantas, die de formule gebruikt heeft voor het maken van het toestel. Het sprietatoomtoestel wordt over de schouder gedragen, zodat je makkelijk iemand of iets kunt bestralen en zodoende verkleinen.
Het sprietatoomtoestel wordt aan het einde van het verhaal vernietigd, omdat het in verkeerde handen gevaarlijk kan zijn voor de mensheid. Toch duikt het apparaat opnieuw op in Een bij voor jou en mij (1982) en (als het verkleinapparaat) in het verhaal Amoris van Amoras (1984) en wordt er opnieuw gesproken over het sprietatoomkanon in de verhalen De verdwenen verteller, De Slimme Slapjanus en In de ban van de Milt (2002). 